# Mábel
A Mábel női név az Amábel angol nyelvből átvett rövidülése (Mabel), jelentése: szeretetreméltó.

## Rokon nevek
Amábel, Mabella

## Gyakorisága
Az újszülötteknek adott nevek körében az 1990-es években szórványosan fordult elő. A 2000-es és a 2010-es években sem szerepelt a 100 leggyakrabban adott női név között.
A teljes népességre vonatkozóan a Mábel sem a 2000-es, sem a 2010-es években nem szerepelt a 100 leggyakrabban viselt női név között.

## Névnapok
június 11., szeptember 7.

## Híres Mábelek
- Mabel Normand, amerikai színésznő